# Eric Cray
Eric Cray (ur. 6 listopada 1988 w Olongapo) – filipiński lekkoatleta specjalizujący się w biegach sprinterskich i płotkarskich. Do końca marca 2013 reprezentował Stany Zjednoczone.

## Osiągnięcia
| Rok  | Impreza                             | Konkurencja    | Miejsce                          | Lokata     | Wynik |
| ---- | ----------------------------------- | -------------- | -------------------------------- | ---------- | ----- |
| 2013 | Mistrzostwa Azji                    | Pune           | bieg na 110 metrów przez płotki  | eliminacje | 14,31 |
| 2013 | Mistrzostwa świata                  | Moskwa         | bieg na 110 metrów przez płotki  | eliminacje | 52,45 |
| 2013 | Igrzyska Azji Południowo-Wschodniej | Naypyidaw      | bieg na 110 metrów przez płotki  | 6. miejsce | 14,34 |
| 2013 | Igrzyska Azji Południowo-Wschodniej | Naypyidaw      | bieg na 400 metrów przez płotki  | 1. miejsce | 51,29 |
| 2014 | Halowe mistrzostwa Azji             | Hangzhou       | bieg na 60 metrów                | 5. miejsce | 6,75  |
| 2014 | Igrzyska azjatyckie                 | Incheon        | bieg na 400 metrów przez płotki  | 6. miejsce | 51,47 |
| 2015 | Mistrzostwa świata                  | Pekin          | bieg na 400 metrów przez płotki  | eliminacje | 50,04 |
| 2016 | Halowe mistrzostwa Azji             | Doha           | bieg na 60 metrów                | 3. miejsce | 6,70  |
| 2016 | Halowe mistrzostwa świata           | Portland       | bieg na 60 metrów                | półfinał   | 6,67  |
| 2016 | Igrzyska olimpijskie                | Rio de Janeiro | bieg na 400 metrów przez płotki  | półfinał   | 49,37 |
| 2017 | Mistrzostwa Azji                    | Bhubaneswar    | bieg na 400 metrów przez płotki  | 1. miejsce | 49,57 |
| 2017 | Mistrzostwa świata                  | Londyn         | bieg na 200 metrów               | eliminacje | DQ    |
| 2017 | Igrzyska Azji Południowo-Wschodniej | Kuala Lumpur   | bieg na 100 metrów               | 2. miejsce | 10,43 |
| 2017 | Igrzyska Azji Południowo-Wschodniej | Kuala Lumpur   | bieg na 400 metrów przez płotki  | 1. miejsce | 50,03 |
| 2017 | Halowe igrzyska azjatyckie          | Aszchabad      | bieg na 60 metrów                | 2. miejsce | 6,63  |
| 2018 | Halowe mistrzostwa świata           | Birmingham     | bieg na 60 metrów                | eliminacje | 6,81  |
| 2019 | Mistrzostwa Azji                    | Doha           | bieg na 100 metrów               | półfinał   | 10,56 |
| 2019 | Mistrzostwa Azji                    | Doha           | bieg na 200 metrów               | półfinał   | DQ    |
| 2019 | Mistrzostwa Azji                    | Doha           | sztafeta 4 × 100 metrów          | 6. miejsce | 40,10 |
| 2019 | Igrzyska Azji Południowo-Wschodniej | New Clark City | bieg na 100 metrów               | eliminacje | DQ    |
| 2019 | Igrzyska Azji Południowo-Wschodniej | New Clark City | bieg na 400 metrów przez płotki  | 1. miejsce | 50,21 |
| 2019 | Igrzyska Azji Południowo-Wschodniej | New Clark City | sztafeta 4 × 100 metrów          | 3. miejsce | 40,04 |
| 2019 | Igrzyska Azji Południowo-Wschodniej | New Clark City | sztafeta mieszana 4 × 100 metrów | 1. miejsce | 41,67 |
| 2022 | Igrzyska Azji Południowo-Wschodniej | Hanoi          | bieg na 100 metrów               | eliminacje | 10,94 |
| 2022 | Igrzyska Azji Południowo-Wschodniej | Hanoi          | bieg na 400 metrów przez płotki  | 1. miejsce | 50,41 |
| 2023 | Halowe mistrzostwa Azji             | Astana         | bieg na 400 metrów               | eliminacje | DNF   |
| 2023 | Mistrzostwa Azji                    | Bangkok        | bieg na 400 metrów przez płotki  | 6. miejsce | 49,76 |
| 2023 | Mistrzostwa świata                  | Budapeszt      | bieg na 400 metrów przez płotki  | eliminacje | 50,27 |
| 2023 | Igrzyska azjatyckie                 | Incheon        | bieg na 400 metrów przez płotki  | eliminacje | 50,24 |

## Rekordy życiowe
- bieg na 60 metrów (hala) – 6,57 (2015 i 2016) rekord Filipin
- bieg na 100 metrów – 10,25 (2015) rekord Filipin
- bieg na 110 metrów przez płotki – 14,17 (2013) rekord Filipin
- bieg na 400 metrów przez płotki – 48,98 (2016) rekord Filipin